# Бюро Горбунова
«Бюро Горбунова» — дизайнерская компания, основанная 1 февраля 2007 года Артёмом Горбуновым, бывшим арт-директором «Студии Артемия Лебедева».

## История создания
До 2003 года Артём Горбунов работал в компании «АйТи», российском системном интеграторе. Начинал в качестве программиста, затем работал системным аналитиком, консультантом. В 2003 году он стал сотрудником «Студии Артемия Лебедева», где начал с должности дизайнера и разработчика интерфейсов, а через два года стал арт-директором студии. Работал над проектами для Яндекса, Внешторгбанка, Альфа-Банка, BBK и других компаний.
В 2007 году Горбунов ушёл из Студии Лебедева и создал «Дизайн-бюро Артёма Горбунова». По мнению экспертной группы «Tagline», данное событие стало одной из ключевых кадровых перестановок на рынке создания сайтов в 2007 году.

## Деятельность
«Бюро Горбунова» занимается дизайном сайтов, проектированием пользовательских интерфейсов, созданием систем навигации в общественных местах.
Открытый в 2007 году учебный центр Артёма Горбунова занимается разработкой образовательных программ в области информационного дизайна. В 2010 году открылся магазин виджетов «Инфограммы Бюро Горбунова» с информационной и новостной графикой для интернет-изданий.
В 2008 году «Бюро» отказалось от собственного офиса и переходит на удалённую работу с сотрудниками. К 2012 году на территории дизайн-завода «Флакон» открылся коворкинг «Бюро», получивший название «Коворкафе».
В 2014 году «Бюро Горбунова» открыло в Москве Школу стажёров, образовательный проект по подготовке дизайнеров как для самой компании, так и для компаний-партнёров: «Мегаплан», «Актион-медиа», «Манн, Иванов и Фербер». В 2015 году открылся ещё один образовательный проект «Бюро» — Школа редакторов.

## Портфолио
В число наиболее известных работ «Бюро Горбунова» входят сайты конституции и государственных символов России.
Сайт Веборамы, дизайн которого был выполнен «Бюро Горбунова», вошёл в список финалистов конкурса РОТОР-2008 в номинации «Дизайн года».